# Galeata
Galeata is een gemeente in de Italiaanse provincie Forlì-Cesena (regio Emilia-Romagna) en telt 2477 inwoners (31-12-2004). De oppervlakte bedraagt 62,9 km², de bevolkingsdichtheid is 36 inwoners per km².

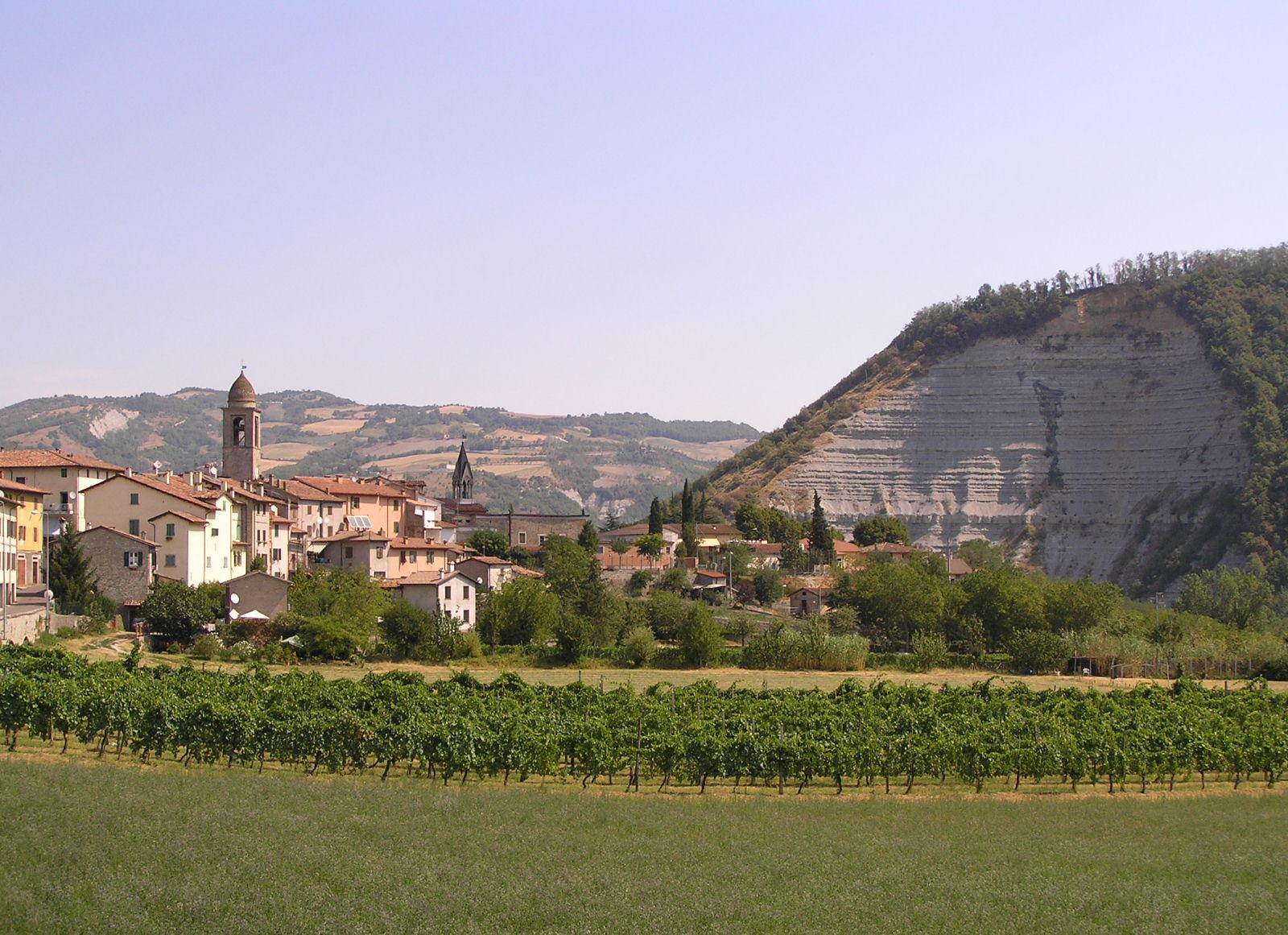
Galeata
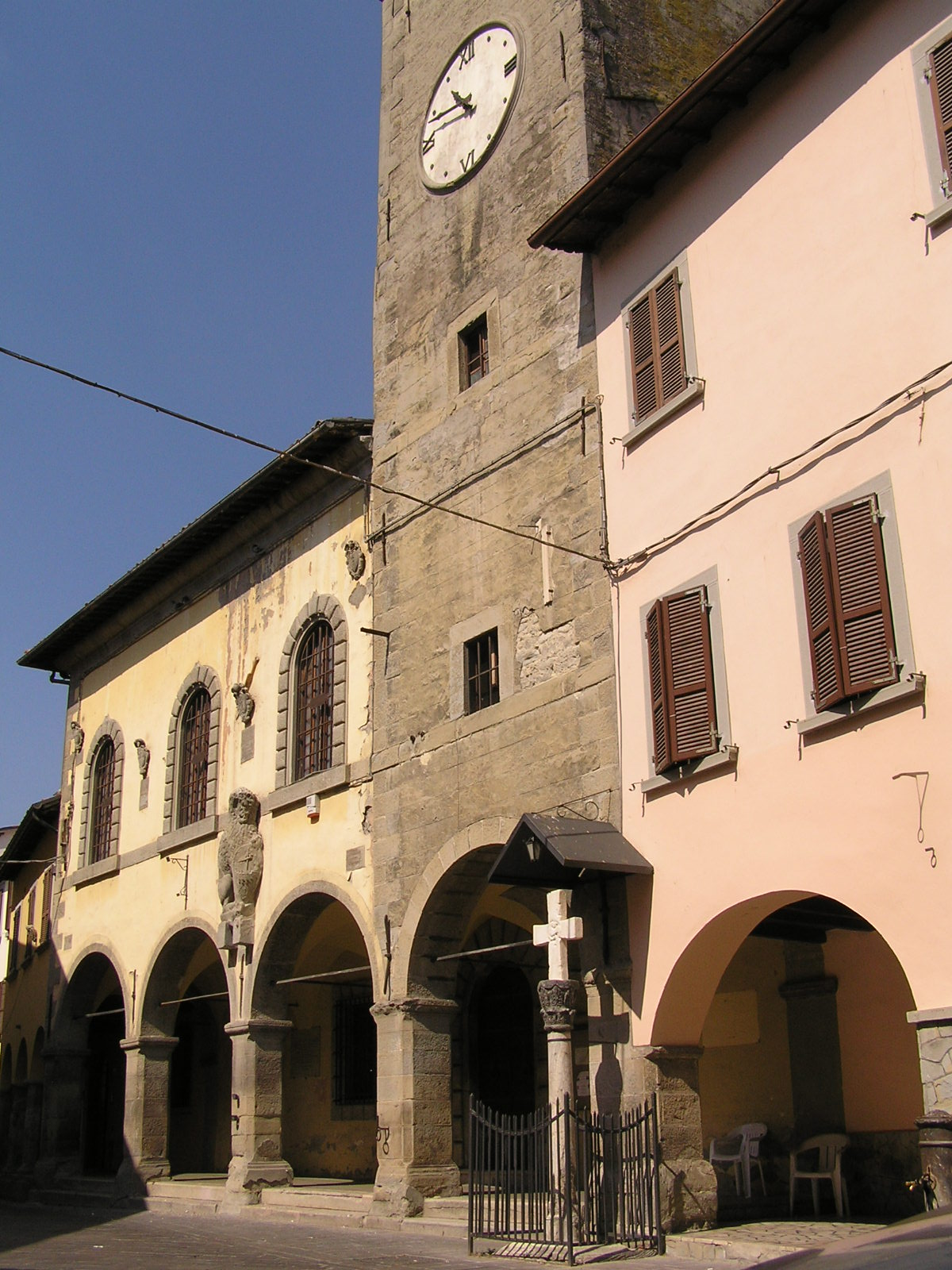
Palazzo Podesta
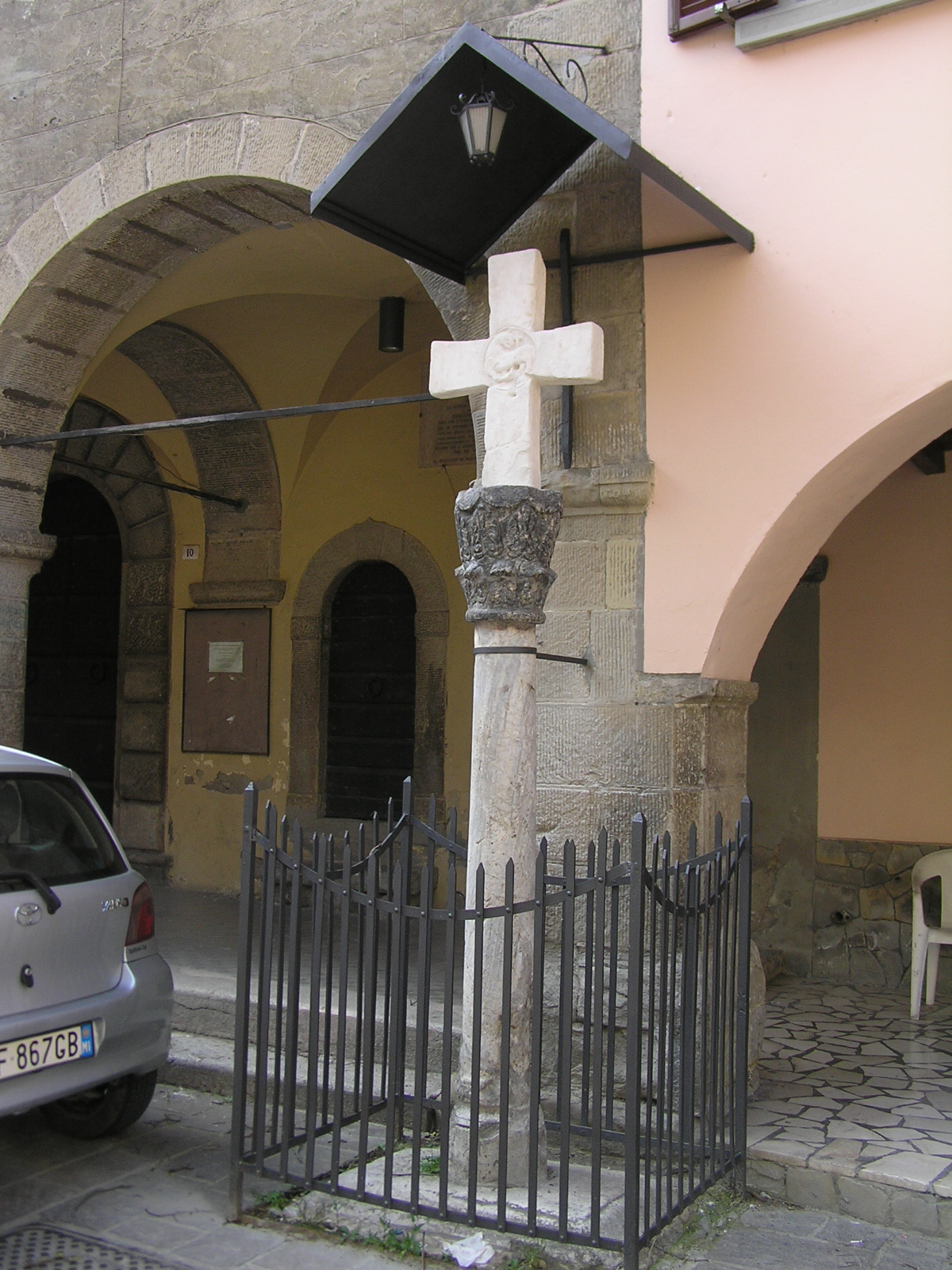

## Demografie
Galeata telt ongeveer 1025 huishoudens. Het aantal inwoners steeg in de periode 1991-2001 met 2,4% volgens cijfers uit de tienjaarlijkse volkstellingen van ISTAT.
| Jaar | Inwoneraantal |
| ---- | ------------- |
| 1991 | 2237          |
| 2001 | 2291          |
| 2004 | 2477          |

## Geografie
Galeata grenst aan de volgende gemeenten: Civitella di Romagna, Predappio, Premilcuore, Rocca San Casciano, Santa Sofia.
Bagno di Romagna · Bertinoro · Borghi · Castrocaro Terme e Terra del Sole · Cesena · Cesenatico · Civitella di Romagna · Dovadola · Forlimpopoli · Forlì · Galeata · Gambettola · Gatteo · Longiano · Meldola · Mercato Saraceno · Modigliana · Montiano · Portico e San Benedetto · Predappio · Premilcuore · Rocca San Casciano · Roncofreddo · San Mauro Pascoli · Santa Sofia · Sarsina · Savignano sul Rubicone · Sogliano al Rubicone · Tredozio · Verghereto
- Library of Congress Control Number: n88056172
- Nationale Bibliotheek van Israël: 987007560272005171
- Virtual International Authority File: 151373715

1. ↑  https://demo.istat.it/?l=it.